# Maria McKee

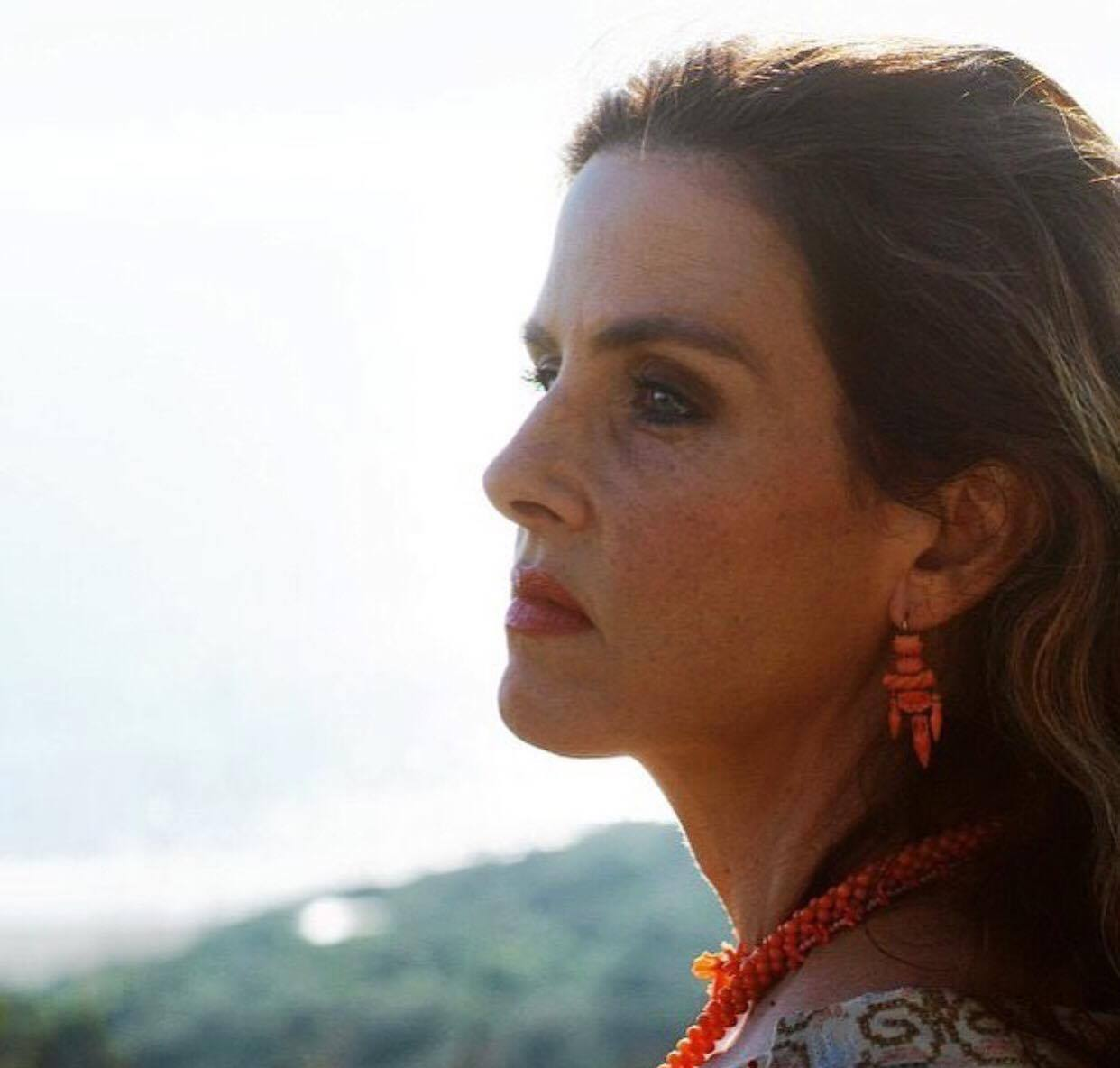
Maria McKee in 2017

Maria Louise McKee (Los Angeles, 16 augustus 1964) is een Amerikaans zangeres. In 1990 scoorde ze haar enige hit Show me heaven tot op heden, die in Nederland de nummer 1-positie haalde.
Voordat ze solo begon te zingen, was Maria McKee zangeres van Lone Justice, een band geformeerd rondom haar halfbroer Bryan MacLean. Nadat de band uit elkaar was gegaan, nam Maria McKee enige tijd om liedjes te schrijven voor een soloalbum. Het nummer Show me heaven kwam op de soundtrack van de film Days of Thunder met Tom Cruise. Tijdens de promotie van deze single en het bijbehorende album besloot Maria McKee te verhuizen naar Ierland. In Ierland bleef ze twee jaar, waarin ze samenwerkte met een aantal Ierse artiesten, onder wie Feargal Sharkey. Hij nam in 1985 het door McKee geschreven nummer A good heart op en scoorde daarmee een wereldhit.
In 1992 vertrok McKee terug naar haar geboortestad, Los Angeles. Ze heeft sindsdien nog verschillende nummers gemaakt, maar geen daarvan werd een groot internationaal succes. Zie ook To deserve you, een klein hitje van Bette Midler. Ook was ze betrokken bij het triphopproject Sweetest Child van Martin Glover dat in de tipparade wist te komen. Haar nummer "If love is a red dress" (Hang me in Rags) uit 1993 is voor de film Pulp Fiction gebruikt en daarmee uiteindelijk tot een culthit verworden. In Nederland heeft haar nummer "life is sweet", vaak gebruikt in de documentaire "meiden van de Keileweg", nog enige bekendheid genoten.

## Discografie

### Singles
| Single met eventuele hitnotering(en) in de Nederlandse Top 40 | Datum van verschijnen | Datum van binnenkomst | Hoogste positie | Aantal weken | Opmerkingen |
| ------------------------------------------------------------- | --------------------- | --------------------- | --------------- | ------------ | ----------- |
| Show me heaven                                                | 1990                  | 13-10-1990            | 1(2wk)          | 12           | Alarmschijf |
| Sweetest child                                                | 1992                  | 29-08-1992            | tip11           | -            |             |

### NPO Radio 2 Top 2000
| Nummer met noteringen in de NPO Radio 2 Top 2000 | '99  | '00-'01 | '02  |
| ------------------------------------------------ | ---- | ------- | ---- |
| Show Me Heaven                                   | 1291 | -       | 1975 |

1. ↑  Een '-' betekent dat het nummer niet was genoteerd en een vetgedrukt getal geeft de hoogste notering aan.
2. ↑  Deze tabel is bijgewerkt tot en met de laatste editie (2024).

- Bibsys: 7017823
- Biblioteca Nacional de España: XX1623649
- Bibliothèque nationale de France: cb139316208 (data)
- Gemeinsame Normdatei: 134726723
- International Standard Name Identifier: 0000 0000 7824 6220
- Library of Congress Control Number: n91122673
- MusicBrainz: f8276a46-0c87-4d2f-a0d3-f22900f9cbfe
- Nationale Bibliotheek van Tsjechië: xx0082838
- Nationale Bibliotheek van Israël: 987007396608605171
- Nederlandse Thesaurus van Auteursnamen: 108086453
- Virtual International Authority File: 32186537
- WorldCat: E39PBJvRY3Xr3TkYDbmcwCvGpP